# A Whole New World
A Whole New World ist ein Lied aus dem Film Aladdin. Geschrieben wurde es von Alan Menken (Musik) und Tim Rice (Text). Im Film wird es gesungen, als Aladdin Prinzessin Jasmin auf dem fliegenden Teppich die Welt zeigt. Gesungen wird es dabei von den Gesangstimmen von Aladdin (Brad Caleb Kane) und Jasmin (Lea Salonga). Deutsche Titel sind Ein Traum wird wahr und In meiner Welt.

## Auszeichnungen
A Whole New World gewann den Oscar und den Golden Globe, beide in der Kategorie Bester Filmsong sowie den BMI Award in der Kategorie Most Performed Song from a Film. Bei den Grammy Awards gewann das Lied in der Kategorie Bester Song geschrieben für Film oder Fernsehen. Die Version von Peabo Wilson und Regina Belle gewann bei den Grammy Awards in zwei Kategorien, nämlich Song des Jahres und Beste Darbietung eines Duos oder einer Gruppe mit Gesang – Pop. Dazu kommt eine Nominierung in der Kategorie Single des Jahres. Außerdem war diese Version nominiert für einen MTV Movie Award in der Kategorie Bester Filmsong.

## Coverversionen

### Version von Peabo Bryson und Regina Belle
Die Version von Peabo Bryson und Regina Belle wurde schon im Film (im Abspann) verwendet. Sie wurde am 5. November 1992 als Single veröffentlicht. Sie erreichte folgende Chartplatzierungen:
| ChartsChartplatzierungen       | Höchstplatzierung | Wochen |
| ------------------------------ | ----------------- | ------ |
| Deutschland (GfK)              | 70 (6 Wo.)        | 6      |
| Vereinigtes Königreich (OCC)   | 12 (12 Wo.)       | 12     |
| Vereinigte Staaten (Billboard) | 1 (23 Wo.)        | 23     |

### Weitere Coverversionen
Wie bei anderen Disney-Filmen erschienen mit der Veröffentlichung des Films in zahlreichen Sprachen auch entsprechende übersetzte Versionen des Titels. Die deutschsprachige Version mit dem Titel Ein Traum wird wahr wurde dabei von Sabine Hettlich und Peter Fessler gesungen.
Katie Price und Peter André veröffentlichten 2006 eine Version, die in Großbritannien fünf Wochen in den Charts war und Platz 12 erreichte. In der Realverfilmung Aladdin aus dem Jahr 2019 singen Zhavia Ward und Zayn das Lied. Hier stammte die deutschsprachige Version von Arne Stephan und Julia Scheeser.
Eternal veröffentlichten 1996 eine Version auf ihrer Single Someday, Engelbert und James Last eine auf ihrem 1995er Album Christmas Eve. Roger Whittaker veröffentlichte seine Version des Liedes auf seinem Album A Perfect Day von 1996, Tony Christie seine auf seinem Album The Greatest Hollywood Movie Songs 1999. Eine Version von Ricardo Montaner und Michelle mit dem Titel Un mundo ideal erschien auf Montaners Album Exitos Y… Algo Màs von 1993. Gheorghe Zamfir veröffentlichte eine Coverversion auf seinem Album Music from the Movies.
Im Rahmen verschiedener Disneyprojekte coverten unter anderem Lena feat. Richard, Collin Raye, Nick Lachey und Jessica Simpson, Stellar Kart, Anaïs Delva (Titel Ce rêve bleu), Gisela & David Bustamante (Titel: Un mundo ideal), Yuna und LMNT das Lied.